# Petit Mont Collon
Petit Mont Collon är en bergstopp i Schweiz.   Den ligger i distriktet Entremont och kantonen Valais, i den södra delen av landet, 110 km söder om huvudstaden Bern. Toppen på Petit Mont Collon är 3 354 meter över havet.
Terrängen runt Petit Mont Collon är huvudsakligen bergig, men den allra närmaste omgivningen är kuperad. Runt Petit Mont Collon är det mycket glesbefolkat, med 2 invånare per kvadratkilometer.. Närmaste större samhälle är Evolène, 16,2 km norr om Petit Mont Collon. 
Trakten runt Petit Mont Collon består i huvudsak av gräsmarker.